# Boquio
Boquio – grupa osad w Anglii, w Kornwalii. Leży 21 km na wschód od miasta Penzance i 392 km na południowy zachód od Londynu.